# Microgramma bifrons
Microgramma bifrons är en stensöteväxtart som först beskrevs av William Jackson Hooker, och fick sitt nu gällande namn av David Bruce Lellinger. Microgramma bifrons ingår i släktet Microgramma och familjen Polypodiaceae. Inga underarter finns listade.